# Get Shot
Get Shot är det svenska indierockbandet Firesides sjätte studioalbum, utgivet 2003 på Startracks. Albumet producerades av Kalle Gustafsson Jerneholm, känd från The Soundtrack of Our Lives.

## Låtlista
1. "All You Had" - 3:09 (text: Kristofer Åström, musik: Pelle Gunnerfeldt)
2. "Follow Follow" - 5:10 (text: Calle Olsson, Kristofer Åström, musik: Calle Olsson, Frans Johansson)
3. "The Betrayer" - 2:42 (text: Kristofer Åström, musik: Pelle Gunnerfeldt)
4. "Backwards Over Germany" - 3:16 (text: Kristofer Åström, musik: Pelle Gunnerfeldt)
5. "Throw It Away" - 2:58 (text: Calle Olsson, Kristofer Åström, musik: Pelle Gunnerfeldt, Frans Johansson)
6. "I'm Coming Home" - 6:19 (text: Kristofer Åström, musik: Pelle Gunnerfeldt)
7. "Problem (to You)" - 3:40 (text: Kristofer Åström, musik: Pelle Gunnerfeldt, Peter Nuottaniemi)
8. "All Criminals Are Us" - 4:17 (text: Calle Olsson, Kristofer Åström, musik: Pelle Gunnerfeldt)
9. "Swinging Sid's Chain Around" - 4:13 (text: Kristofer Åström, musik: Pelle Gunnerfeldt)
10. "Player" - 3:31 (text: Kristofer Åström, musik: Pelle Gunnerfeldt)

## Medverkande
- Fireside - producent
- Pelle Gunnerfeldt - gitarr, mixning, inspelning
- Johan Gustavsson - inspelning
- Kalle Gustafsson-Jerneholm - producent, medverkande musiker, inspelning, mixning
- Michael Ilbert - mixning
- Frans Johansson - bas
- Henrik Jonsson - mastering
- Anders Lind - inspelning
- Guy Massey - mixning
- Per Nordmark - trummor
- Calle Olsson - medverkande musiker, inspelning
- Gösta Reiland - foto
- Lisa Rydell - medverkande musiker
- Pontus Stalin - inspelning
- Kristofer Åström - sång, gitarr

## Listplaceringar
| Lista (2003) | Topplacering |
| ------------ | ------------ |
| Sverige      | 18           |

### Fotnoter
1. ↑  ”Get Shot”. Discogs.com. http://www.discogs.com/Fireside-Get-Shot/release/509899. Läst 21 maj 2012.
2. ↑  Listplacering